# 永安乡 (普格县)
永安乡，是中华人民共和国四川省凉山彝族自治州普格县曾经下辖的一个乡。2021年1月12日，撤销永安乡，其所属行政区域为普基镇 的行政区域。

## 行政区划
永安乡撤销前下辖以下地区：
扯扯街村、古家坪村、洛乌村、永安村和三坝村。